# Divertículo de Zenker
Divertículo de Zenker, também conhecido como divertículo faringoesofágico, é um pseudo-divertículo da mucosa da parede posterior da faringe, logo acima do músculo cricofaríngeo e abaixo do músculo constritor inferior da faringe ou do esfíncter esofágico superior (inicio do esôfago). É o divertículo mais comum do esôfago, ocorrendo geralmente após os 60 anos de idade. É decorrente da perda da elasticidade tecidual e redução do tônus muscular. O bolo alimentar deglutido exerce pressão dentro da faringe, acima do esfincter esofagiano superior, e causa herniação da mucosa e da submucosa através da área de fraqueza anatômica, proximal ao músculo cricofaríngeo.
Recebeu este nome em 1877 pelo patologista alemão Friedrich Albert von Zenker.

## Causas
Resumidamente, quando há pressão excessiva dentro da faringe inferior, a porção mais fraca da parede faríngea, formando uma bolsa (divertículo) que pode atingir vários centímetros de diâmetro.
Sendo mais preciso, quando os mecanismos de tração e pulsão têm sido considerados os principais fatores que promovem o desenvolvimento do divertículo de Zenker, o consenso atual considera os mecanismos oclusivos mais importantes: a deglutição descoordenada, o relaxamento ineficiente e o espasmo do músculo cricofaríngeo levam a um aumento da pressão dentro a faringe distal, de modo que sua parede hernie através do ponto de menor resistência (conhecido como triângulo de Killian, localizado superior ao músculo cricofaríngeo e inferior aos músculos constrictores inferiores). O resultado é uma superação da parede posterior da faringe, logo acima do esôfago. 

## Sinais e sintomas
No início os pacientes são assintomáticos. Nos sintomáticos teremos: dificuldade para engolir (disfagia alta), tosse intermitente, salivação excessiva (sialorreia), desconforto ou dor ao engolir (odinofagia) e refluxo gastroesofágico. Quando a bolsa aumenta teremos: halitose, mudança da voz, dor retroesternal, disfagia cervical, sons de borbulhamento à deglutição e obstrução respiratória. 

## Complicações
As complicações são raras e compreendem: 
- Aspiração: complicação mais comum, pode causar a pneumonia aspirativa e abscesso pulmonar
- Perfuração: pode ocorrer após uma endoscopia digestiva alta
- Sangramento: possível causa de hemorragia digestiva alta
- Estenose esofágica: dificulta a deglutição
- Mediastinite: inflamação local

## Tratamento
Quando são pequenos ou sem sintomas nenhum tratamento é necessário. Nos grandes, o tratamento é remover cirurgicamente (diverticulectomia) com miotomia do músculo cricofaríngeo ou na diverticulopexia com miotomia do músculo cricofaríngeo, sendo esta última a melhor técnica, por reduzir o tempo de internamento, além de ter baixo custo e baixa morbidade.
1. ↑  «DIVERTÍCULO DE ZENKER» (PDF)
2. ↑  van Overbeek JJ (July 2003). "Pathogenesis and methods of treatment of Zenkr's diverticulum". Ann. Otol. Rhinol. Laryngol. 112 (7): 583–93. PMID 12903677.
3. ↑  http://www.rightdiagnosis.com/z/zenkers_diverticulum/complic.htm